# Мельфійський конкордат (1059)
Мельфійський конкордат — офіційна угода між Папою Римським Миколаєм II з одного боку і нормандськими графами Робертом Гвіскаром з дому Отвілей і графом Річардом з дому Дренго з другого боку, підписана 23 серпня 1059 перед закриттям Першого мельфійського собору й ратифікувала раніше укладений Мельфійський договір.

## Легітимація володінь Отвілів та Дренго
Конкордат офіційно узаконив нормандські володіння у Південній Італії родин Отвілів та Дренго та ратифікував угоду, укладену сторонами перед початком Першого мельфійського собору. Місто Беневенто, з територією в межах шістнадцяти кілометрів навколо нього, визнано володінням Папи Римського. Отвілі отримали у володіння решту територій Беневентського князівства.
В обхід імператора Священної Римської імперії, понтифік надав землі в Південній Італії нормандцям, яким запропонував можливість змінити становище найманців статус законних васалів Папи Римського.

## Васали Церкви
Наприкінці першого собору в Мельфі, під час укладання Мельфійського конкордата, папа Миколай II легітимізував володіння, зайняті графом Річардом I з дому Дренго в Капуанському князівстві, і визнав його васалом Церкви з феодами Капуя та Аверса. При цьому раніше Річарду ці гарантії надав папський посланник Гільдебранд. Річард I присягнув понтифіку, і Капуанське князівство перейшло від лангобардів до нормандців.
Понтифік також визнав васалами Церкви братів Роберта Гвіскара та Рожера I з дому Отвілей та їх право на володіння землями Апулійського графства, підвищив статус графства до герцогства Апулії та Калабрії та надав Роберту Гвіскару титул герцога. У відповідь Отвілі і надали папі присягну у вірності, послуху та дружбі. Проте отримані Отвілями титули частково мали номінальний характер. На території Апулії все ще перебували візантійці, як і в частині Калабрії, деякі райони Кампанії належали лангобардцям, а Сицилія знаходилася в руках арабів.

## Латинізація
На отриманих землях Роберт Гвіскар зобов'язався заборонити візантійський церковний обряд і поставити всі парафії в підпорядкування Римської церкви. При завоюванні Сицилії в арабів Отвілі також зобов'язалися підкорити всіх християн на острові Святому Престолу. Конкордат у Мельфі ратифікував процес латинізації церковного обряду на всіх землях, забраних норманами у візантійців.